# She's So High
She's So High is een nummer van de Canadese zanger Tal Bachman uit 1999. Het is de eerste single van zijn titelloze debuutalbum.
Het nummer gaat over een ervaring die Bachman op de middelbare school had, toen hij probeerde om een meisje te laten daten met zijn stiefbroer. "She's So High" werd in een paar landen een hit. Zo bereikte de single de 3e positie in Bachmans thuisland Canada. In Nederland bereikte de single slechts een 93e positie in de publieke hitlijst; destijds de Mega Top 100 op Radio 3FM.
In 2020 werd het nummer gebruikt in een radio-en televisie reclamespot voor telecomaanbieder T-Mobile.

## Kurt Nilsen
De Noorse zanger Kurt Nilsen coverde het nummer in 2004, als eerste single van zijn debuutalbum I. Hij scoorde in veel Europese landen een grote hit met zijn uitvoering van het nummer, waarmee hij het succes van het origineel in Europa ruim overtrof. 
Nadat Nilsen met dit nummer de Noorse versie van Pop Idol won, werd "She's So High" zijn debuutsingle. In thuisland Noorwegen bereikte de single de nummer 1-positie. Het werd ook de best verkochte single ooit in Noorwegen. 
In Nederland was de single in week 7 van 2004 de 565e Megahit op 3FM en in week 9 van 2004 de 1765e Alarmschijf op toen Radio 538 en werd een gigantische hit. De single bereikte de 4e positie in de    Nederlandse Top 40 op destijds Radio 538 en de 16e positie in de publieke hitlijst; de Mega Top 50 op 3FM.
In België bereikte de single de 9e positie in de Vlaamse Ultratop 50, de 6e positie in de Vlaamse Radio 2 Top 30 en in Wallonië de 4e positie in de "Ultratip".
In 2010 werd de versie van Kurt Nilsen gebruikt in de film She's Out of My League.